# Jaguar XJR
Den här artikeln rör åttiotalets tävlingsbil. För Jaguars prestandasedan med samma namn, se artikeln: Jaguar XJ.
Jaguar XJR är en serie sportvagnar, tillverkade av den brittiska racerbiltillverkaren TWR i samarbete med Jaguar mellan 1985 och 1992.

## Bakgrund
Sedan Jaguar vunnit fem LeMans-lopp under femtiotalet drog men sig tillbaka från sportvagnsracingen efter 1957 och lämnade åt privatstallen att försvara märkets ära. Amerikanen Bob Tullius tävlade med en rad tolvcylindriga Jaguar-modeller under sjuttiotalet och till 1982 byggde han en sportvagnsprototyp till IMSA GT Championship. Jaguar bidrog med V12 motorn och bilen tävlade under namnet Jaguar XJR-5. Stallet var framgångsrikt i IMSA-mästerskapet och deltog även i Le Mans 24-timmars 1984 och 1985. Tullius byggde även en efterträdare, XJR-7, som tävlade i USA.
I Storbritannien tog TWR fram en Grupp C-bil till sportvagns-VM 1985. Jaguar såg större potential i Tom Walkinshaws bil och valde fortsättningsvis att backa upp den brittiska bilen.

## Utveckling

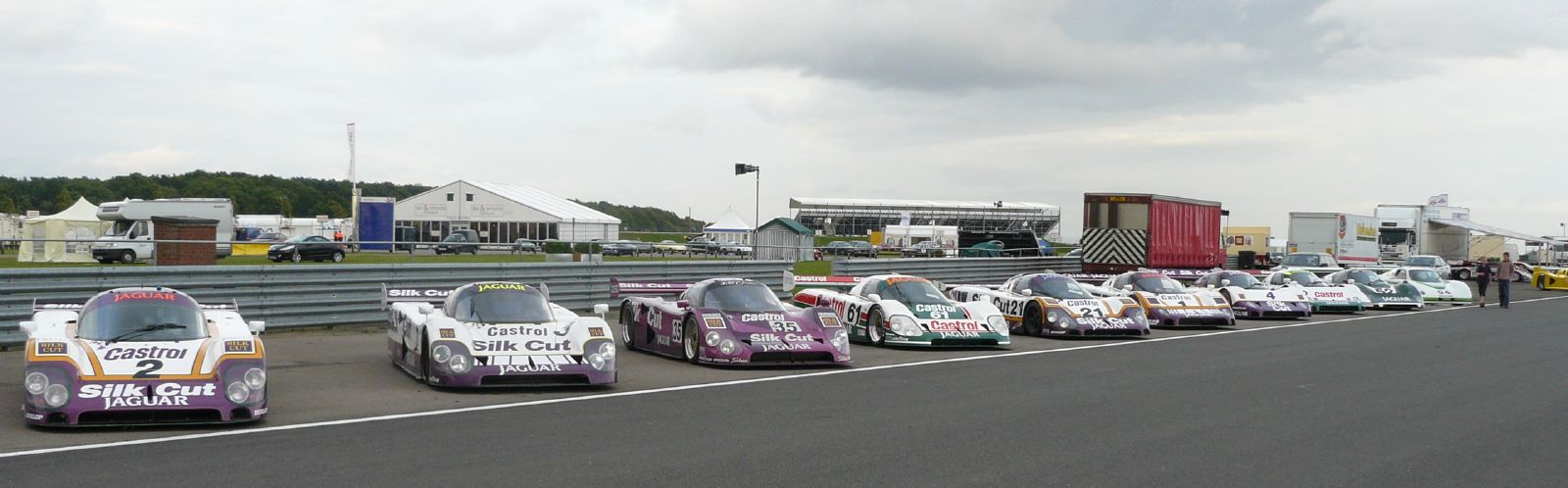
Jaguar XJR

### XJR-6
Jaguar XJR-6 var TWR:s första modell i serien. Den debuterade 1985. Liksom sin amerikanska föregångare använde den Jaguars V12 motor från XJS-modellen. Bilens konstruktion var mycket avancerad med ett chassi gjutet i kolfiber, vilket gav en mycket vridstyv bil. Karossen hade lågt luftmotstånd och bilens undersida var försedd med venturitunnlar som ökade bilens marktryck. Motorn saknade dock tillräcklig effekt för att bilen skulle bli konkurrenskraftig.

### XJR-8
1987 debuterade Jaguar XJR-8. Motorn hade förstorats till sju liter och nu hade TWR fått till en vinnarbil. 

### XJR-9
Jaguar XJR-9 från 1988 var en vidareutveckling och skiljde sig bara i detaljer från XJR-8:n. Sedan Bob Tullius lagt ner verksamheten i USA tävlade TWR med bilen även i IMSA-mästerskapet.

### XJR-10/XJR-11

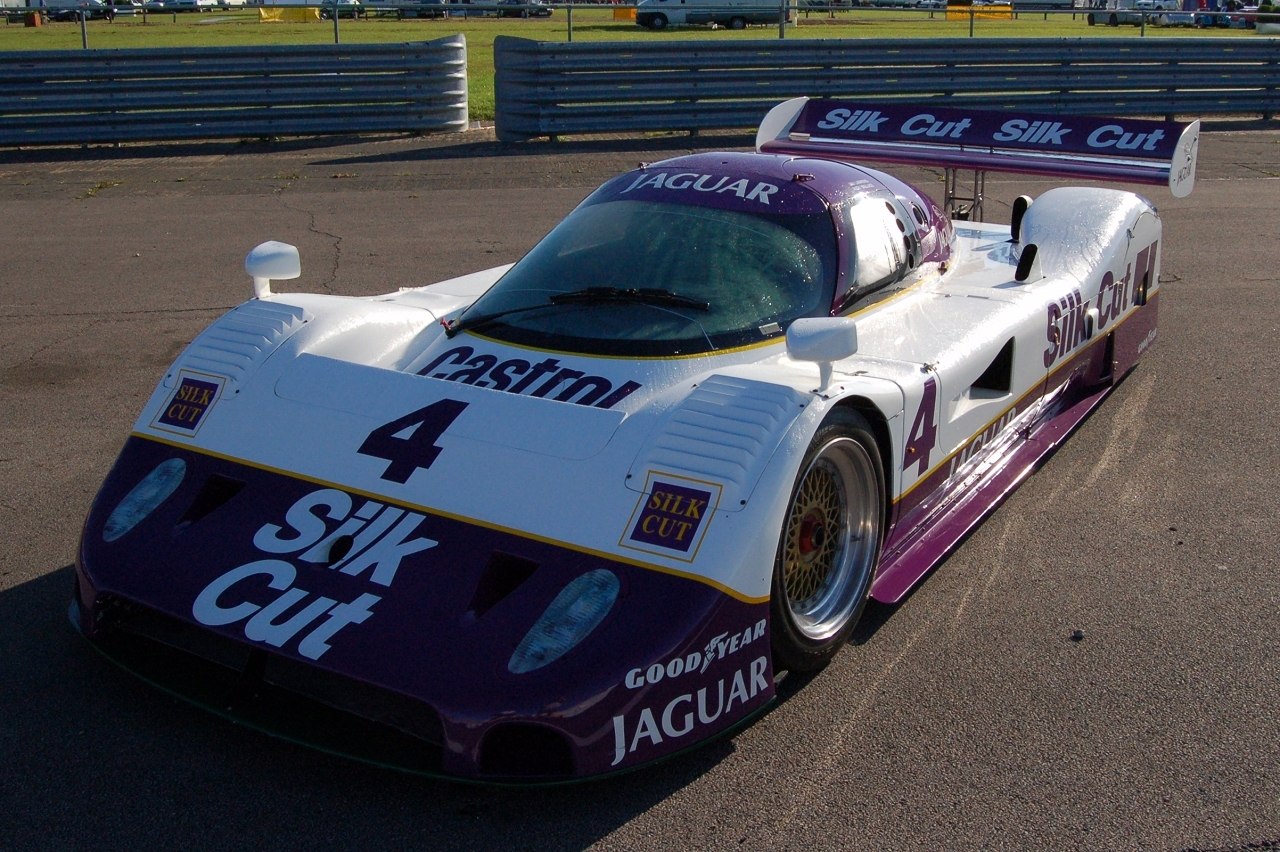
Jaguar XJR-11

Jaguar XJR-10 togs fram till 1989 för att användas i IMSA GT Championship. För att passa regelverket fick den en ny, mindre motor med turbo. V6-motorn på 3,5 liter hämtades från rallybilen MG Metro 6R4 och kom senare att användas även i Jaguars sportbil XJ220.
Tvillingmodellen XJR-11 användes i sportvagns-VM. Modellen plågades av dålig tillförlitlighet och blev inte lika framgångsrik som företrädarna.

### XJR-12
På grund av XJR-11:ns dåliga resultat i längre lopp tog TWR fram XJR-12 speciellt för Le Mans 24-timmars. Här gick man tillbaka till den pålitliga V12-motorn och bilen användes i Le Mans-loppen mellan 1990 och 1992.

### XJR-14
Till säsongen 1991 införde FIA ett nytt reglemente för sportvagnsprototyperna, med mindre och lättare bilar. Motorstorleken begränsades till 3,5 liter och överladdning förbjöds. Det var samma regler som gällde för samtida formel 1-bilar. Jaguar tog fram en helt ny bil, XJR-14. Sedan Ford köpt upp Jaguar fick man tillgång till Cosworths senaste F1-motor. Motorns effekt och varvtal justerades ned, så att den skulle hålla för sportvagnsloppens längre distanser.
Efter säsongen 1991 drog sig Jaguar ur sportvagns-VM. Stallet hade vunnit tre titlar på fem säsonger och hade inget kvar att bevisa. Dessutom såg mästerskapets framtid osäker ut. Jaguar fortsatte att tävla i amerikanska IMSA GT Championship under 1992, men efter en misslyckad säsong drog man sig tillbaka från motorsporten.
TWR ägde rättigheterna till chassit och sedan Jaguar dragit sig ur sportvagns-VM inledde TWR ett samarbete med Mazda. Bilen som tävlade i sportvagns-VM 1992 under namnet Mazda MXR-01 hade chassi från XJR-14, försett med motor från Judd.
Sedan sportvagns-VM kollapsat efter 1992 fortsatte TWR att utveckla chassit ytterligare för Le Mans Prototype-racing. Joest Racing tävlade med en sådan bil, försedd med motor från Porsche 962, under namnet TWR Porsche WSC95. Bilen vann två Le Mans-lopp i rad 1996 och 1997.

## Tekniska data
| Tekniska data               | XJR-6                                                            | XJR-8                                                            | XJR-9                                                            | XJR-11                                                                | XJR-12                                                           | XJR-14                                                                |
| --------------------------- | ---------------------------------------------------------------- | ---------------------------------------------------------------- | ---------------------------------------------------------------- | --------------------------------------------------------------------- | ---------------------------------------------------------------- | --------------------------------------------------------------------- |
| Motor:                      | 12-cylindrig V-motor                                             | 12-cylindrig V-motor                                             | 12-cylindrig V-motor                                             | 6-cylindrig V-motor med turbo                                         | 12-cylindrig V-motor                                             | 8-cylindrig V-motor                                                   |
| Cylindervolym:              | 6219 cm³                                                         | 6995 cm³                                                         | 6995 cm³                                                         | 3500 cm³                                                              | 6995 cm³                                                         | 3493 cm³                                                              |
| Borrning x slaglängd:       | 92,0 x 78,0 mm                                                   | 94,0 x 84,0 mm                                                   | 94,0 x 84,0 mm                                                   |                                                                       | 94,0 x 84,0 mm                                                   |                                                                       |
| Max effekt vid varvtal:     | 660 hk vid 7 000 v/min                                           | 720 hk vid 7 000 v/min                                           | 750 hk vid 7 200 v/min                                           | 750 hk vid 7 500 v/min                                                | 730 hk vid 7 000 v/min                                           | 650 hk vid 11 500 v/min                                               |
| Max vridmoment vid varvtal: |                                                                  | 820 Nm vid 5 250 v/min                                           | 828 Nm vid 5 500 v/min                                           | 800 Nm vid 5 500 v/min                                                | 785 Nm vid 5 500 v/min                                           |                                                                       |
| Ventilstyrning:             | En överliggande kamaxel per cylinderrad, 2 ventiler per cylinder | En överliggande kamaxel per cylinderrad, 2 ventiler per cylinder | En överliggande kamaxel per cylinderrad, 2 ventiler per cylinder | Dubbla överliggande kamaxlar per cylinderrad, 4 ventiler per cylinder | En överliggande kamaxel per cylinderrad, 2 ventiler per cylinder | Dubbla överliggande kamaxlar per cylinderrad, 4 ventiler per cylinder |
| Bränslesystem:              | Bränsleinsprutning                                               | Bränsleinsprutning                                               | Bränsleinsprutning                                               | Bränsleinsprutning                                                    | Bränsleinsprutning                                               | Bränsleinsprutning                                                    |
| Växellåda:                  | 5-växlad manuell                                                 | 5-växlad manuell                                                 | 5-växlad manuell                                                 | 5-växlad manuell                                                      | 6-växlad manuell                                                 | 6-växlad manuell                                                      |
| Hjulupphängning fram & bak: | Dubbla tvärlänkar, skruvfjädrar, krängningshämmare               | Dubbla tvärlänkar, skruvfjädrar, krängningshämmare               | Dubbla tvärlänkar, skruvfjädrar, krängningshämmare               | Dubbla tvärlänkar, skruvfjädrar, krängningshämmare                    | Dubbla tvärlänkar, skruvfjädrar, krängningshämmare               | Dubbla tvärlänkar, skruvfjädrar, krängningshämmare                    |
| Bromsar:                    | Hydrauliska skivbromsar                                          | Hydrauliska skivbromsar                                          | Hydrauliska skivbromsar                                          | Hydrauliska skivbromsar                                               | Hydrauliska skivbromsar                                          | Hydrauliska skivbromsar                                               |
| Chassi & kaross:            | Självbärande kolfibermonocoque                                   | Självbärande kolfibermonocoque                                   | Självbärande kolfibermonocoque                                   | Självbärande kolfibermonocoque                                        | Självbärande kolfibermonocoque                                   | Självbärande kolfibermonocoque                                        |
| Hjulbas:                    | 278 cm                                                           | 278 cm                                                           | 278 cm                                                           | 278 cm                                                                | 278 cm                                                           |                                                                       |
| Torrvikt:                   | 900 kg                                                           | 900 kg                                                           | 900 kg                                                           | 900 kg                                                                | 900 kg                                                           | 750 kg                                                                |
| Toppfart:                   |                                                                  |                                                                  | 395 km/h                                                         | 370 km/h                                                              | 370 km/h                                                         | 330 km/h                                                              |

## Tävlingsresultat

### Sportvagns-VM 1985
TWR:s XJR-6 debuterade en bit in på säsongen 1985. Bästa resultatet kom vid Selangor 800 km, där Mike Thackwell, John Nielsen och Jan Lammers slutade tvåa.
1985 var första året som VM avgjordes mellan racingstall istället för märken. Jaguar Cars – TWR slutade på sjunde plats.

### Sportvagns-VM 1986
Även 1986 tävlade Jaguar med XJR-6:an. Stallets första seger kom vid Silverstone 1000 km, med Derek Warwick, Eddie Cheever och Jean-Louis Schlesser.
I mästerskapet slutade TWR Silk Cut Jaguar trea.

### Sportvagns-VM 1987
1987 debuterade XJR-8. Modellen var mycket framgångsrik och tog 8 vinster på 10 lopp.
Stallet TWR Silk Cut Jaguar vann mästerskapstiteln och Raul Boesel segrade i förar-VM.

### Sportvagns-VM 1988
Säsongen 1988 tävlade stallet med XJR-9. Även denna version blev en framgång och vann 6 av säsongens 11 lopp, däribland Le Mans 24-timmars genom Jan Lammers, Johnny Dumfries och Andy Wallace.
1988 tog TWR Silk Cut Jaguar sin andra raka mästerskapstitel. Förarmästerskapet vanns av Martin Brundle.

### Sportvagns-VM 1989
1989 blev ett mindre lyckat år för stallet. XJR-9:an ersattes halvvägs in på säsongen av den föga framgångsrika XJR-11:an. Bästa resultatet blev en andraplats vid Jarama 480 km för Jan Lammers och Patrick Tambay.
I VM slutade Silk Cut Jaguar på en fjärdeplats

### Sportvagns-VM 1990
Även under 1990 körde stallet med XJR-11:an. På Le Mans använde man den tolvcylindriga XJR-12. Säsongens bästa resultat blev dubbelsegern på Silverstone, med Martin Brundle och Alain Ferté före Jan Lammers och Andy Wallace.
Silk Cut Jaguar slutade tvåa i mästerskapet, efter Sauber Mercedes.
Utanför VM tog Jaguar en dubbelseger på Le Mans 24-timmars. John Nielsen, Price Cobb och Martin Brundle vann, med Jan Lammers, Andy Wallace och Franz Konrad på andra plats.

### Sportvagns-VM 1991
Säsongen 1991 debuterade 3,5-litersbilen XJR-14. Modellen tog 3 vinster i 8 lopp och Silk Cut Jaguar tog hem mästerskapstiteln en tredje gång. Förarmästerskapet vanns av Teo Fabi.

### Efter 1991
Jaguar tävlade i IMSA GT Championship under 1992 med XJR-14, men bilen passade inte på de amerikanska banorna och Jaguar drog sig tillbaka efter en misslyckad säsong.